# U-20-Fußball-Südamerikameisterschaft 2009
Die XXIV. U-20-Fußball-Südamerikameisterschaft 2009 fand vom 19. Januar 2009 bis zum 8. Februar 2009 in Venezuela statt.
Ursprünglich sollte das Turnier in Peru stattfinden. Jedoch vergab der Veranstalter Conmebol die Ausrichtung der Meisterschaften an Venezuela, nachdem zuvor seitens der FIFA eine Sperre gegenüber dem peruanischen Verband in Bezug auf internationale Wettbewerbe verhängten worden war. Ausgetragen wurden die Begegnungen zur Ermittlung des Turniersiegers in den Städten Puerto La Cruz, Maturín und Puerto Ordaz. Gespielt wurde in zwei Gruppen und einer anschließend ebenfalls im Gruppenmodus ausgetragenen Finalphase. Es nahmen am Turnier die Nationalmannschaften Argentiniens, Boliviens, Brasiliens, Chiles, Kolumbiens, Ecuadors, Paraguays, Perus, Uruguays und Venezuelas teil.
Aus der Veranstaltung ging Brasilien als Sieger hervor. Die Plätze zwei bis vier belegten die Nationalteams aus Paraguay, Uruguay und Venezuela. Torschützenkönig des Turniers waren mit jeweils fünf erzielten Treffern der Brasilianer Walter, die Paraguayer Hernán Pérez und Robin Ramírez sowie der Uruguayer Abel Hernández.